# Entrada dos Gladiadores
"Entrada dos Gladiadores" op. 68 (em tcheco/checo:  Vjezd gladiátorů | em alemão:  Einzug der Gladiatoren) é uma marcha militar composta em 1897 pelo compositor checo Julius Fučík. Originalmente chamou-a "Grande Marche Chromatique," refletindo o uso de escalas cromáticas ao longo da peça, mas mudou o título por causa do seu interesse pessoal pelo Império Romano.
Em 1910 o compositor canadiano Louis-Philippe Laurendeau fez o arranjo da "Entrada dos Gladiadores" para uma pequena banda com o título "Thunder and Blazes", e vendeu essa versão pela América do Norte. A melodia ganhou então popularidade como música para espetáculos circenses sendo frequente o uso na entrada dos palhaços. Hoje é conhecida sobretudo por essa associação, embora o título seja pouco conhecido.